# 1929年逝世人物列表
1929年逝世人物列表：1月 - 2月 - 3月 - 4月 - 5月 - 6月 - 7月 - 8月 - 9月 - 10月 - 11月 - 12月
下面是1929年逝世的知名人士列表。

## 1月

### 5日
- 馬克·麥克德莫特，澳大利亞出生的美國演員
- 俄羅斯尼古拉斯·尼古拉耶維奇大公

### 13日
- 懷特·厄普，美國槍手和警長

### 15日
- 威廉·道金斯，英國地質學家和考古學家

### 19日
- 梁啟超，中国思想家

### 24日
- 威尔弗雷德·巴德利，英國網球運動員

### 29日
- 保羅·格森·烏納，德國皮膚科醫生[1]

### 30日
- 佛蘭克林·德雷克，美國海軍上將
- 拉·古留，法國舞蹈家

## 2月

### 3日
- 何塞·古鐵雷斯·格拉，玻利維亞經濟學家和政治家，玻利維亞第28任總統

### 6日
- 奧地利的瑪麗亞·克里斯蒂娜，西班牙攝政王后

### 7日
- 愛德華·休貢，法國哲學家、神學家

### 11日
- 列支敦斯登親王約翰二世

### 12日
- 莉莉·兰特里，英國歌手、女演員

### 14日
- 湯瑪斯·伯克，美國奧運運動員

### 18日
- 威廉·羅素，美國演員

### 24日
- 弗蘭克·基南，美國演員

### 27日
- 布里頓·哈登，《時代》雜誌聯合創始人

## 3月

### 2日
- 爱德华·霍巴特·西摩尔，英國海軍上將

### 5日
- 大衛·邓巴·别克，蘇格蘭裔美國發明家

### 12日
- 阿薩·格裡格斯·坎德勒，美國商人、政治家

### 15日
- 派恩托普·史密斯，非裔美國藍調鋼琴家

### 18日
- 吕彦直，中国建築學家，康奈尔大学建筑学畢業，主持设计南京中山陵、广州中山纪念堂及中山纪念碑
- 威廉·克羅南，美國關島海軍總督

### 20日
- 費迪南·福煦，第一次世界大戰法國盟軍司令

### 22日
- 井上良馨，日本海軍上將

- 莫裡斯·薩雷爾，法國將軍

### 25日
- 羅伯特·里奇韋，美國鳥類學家

### 29日
- 休·約翰·麥克唐納，曼尼托巴省第8任總理

## 4月

### 4日
- 卡爾·賓士（Karl Friedrich Benz），德國車廠的創辦人
- 威廉·邁克爾·克羅斯，美國海軍司令，美屬薩摩亞第七任海軍總督

### 5日
- 弗朗西斯·艾丹·加斯凯（Francis Aidan Cardinal Gasquet），英国历史学家

### 12日
- 恩里科·费里，義大利犯罪學家

### 13日
- 後藤新平，日本政治家

### 22日
- 亨利·勒羅爾，法國畫家

### 24日
- 卡羅琳·雷米·德·蓋布哈德，法國女權主義者

## 5月

### 2日
- 塞貢多·德·朝蒙，西班牙電影導演
- 查拉蘭博斯·塞羅利斯，希臘將軍

### 12日
- 查理斯·斯威卡德，德裔美國電影導演

### 13日
- 亞瑟·謝爾比烏斯，德國電氣工程師、數學家、密碼分析家和發明家

### 21日
- 第五代羅斯伯里伯爵阿奇博爾德·普里姆羅斯，英國前首相

### 23日
- 約翰·雅各森，美國商人和政治家

### 25日
- 歐內斯特·莫尼斯，法國第56任總理

## 6月

### 5日
- 阿道夫·庫爾斯，德裔美國釀酒師[2]
- 塞西爾·伯尼，英國海軍上將

### 8日
- 布利斯·卡曼，加拿大詩人

### 11日
- 威廉·博伊斯，美國企業家，美國童子軍創始人

### 16日
- 布拉姆威爾·布斯，救世軍將軍

### 21日
- 倫納德·霍布豪斯，英國政治理論家、社會學家

### 24日
- 奎妮·紐沃爾，英國奧運射箭運動員

### 26日
- 阿曼杜斯·亞當森，愛沙尼亞雕塑家

### 28日
- 愛德華·卡彭特，英國詩人

## 7月

### 2日
- 格拉迪斯·布羅克韋爾，美國女演員

### 3日
- 達斯汀·法納姆，美國演員

### 11日
- 阿裡·艾哈邁德·汗，阿富汗政治家、埃米爾

### 12日
- 羅伯特·亨利，美國畫家

### 15日
- 雨果·馮·霍夫曼斯塔爾，奧地利作家

## 8月

### 日期不詳
- 瑪麗·麥克萊恩，加拿大女權主義作家

### 3日
- 埃米尔·贝利纳，德國出生的發明家
- 托斯丹·范伯倫，挪威裔美國經濟學家

### 4日
- 卡爾·奧爾·馮·威爾斯巴赫，奧地利化學家和發明家[3]

### 5日
- 米利森特·福塞特，英國女權主義者、女權主義者

### 9日
- 皮埃爾·法圖，法國數學家[4]

### 10日
- 阿萊塔·雅各斯，荷蘭醫生和婦女選舉權活動家

### 13日
- 雷·兰克斯特，英國動物學家

### 14日
- 第一代霍恩男爵亨利·霍恩，英國將軍

### 19日
- 謝爾蓋·佳吉列夫，俄羅斯芭蕾舞團指揮家

### 22日
- 奧托·利曼·馮·桑德斯，德國將軍

### 26日
- 歐內斯特·薩托，英國外交官、學者

### 27日
- 赫爾曼·波托奇尼克，斯洛維尼亞火箭工程師

## 9月

### 2日
- 保羅·萊尼，德國電影製片人

### 6日
- 詹姆斯·威克利夫·黑德勒姆莫雷，英国历史学家

### 12日
- 雷尼斯，拉脫維亞詩人、劇作家

### 23日
- 理查·阿道夫·齊格蒙迪，奧地利出生的化學家，諾貝爾獎獲得者

### 24日
- 玛希敦·阿杜德，泰國醫生，普密蓬·阿杜德的父親

### 25日
- 米勒·哈金斯，美國棒球經理，美國職業棒球大聯盟名人堂成員

### 27日
- 約翰尼·希爾，英國、歐洲和世界蠅量級拳擊冠軍

### 29日
- 田中义一，日本前首相

## 10月

### 1日
- 安托萬·布爾代爾，法國雕塑家

### 3日
- 珍妮·伊格爾斯，美國女演員
- 古斯塔夫·施特雷澤曼，德國政治家，德國第16任總理，諾貝爾和平獎獲得者

### 5日
- 瓦格希斯·佩伊亞皮利，印度錫羅-馬拉巴爾天主教神父和受人尊敬的神父

### 20日
- 何塞·巴特勒·奧爾多涅斯，三屆烏拉圭總統

### 21日
- 瓦西里·拉多斯拉沃夫，保加利亞第七任總理

### 26日
- 阿比·瓦尔堡，德國歷史學家、文化理論家

### 27日
- 格奧爾格·馮德馬維茨，德國將軍
- 西奧多·塔菲爾，法國外科醫生

### 28日
- 伯恩哈德·冯·比洛，德國伯爵和政治家，德國第8任總理

### 29日
- 艾米莉·羅賓，英國夫人

### 31日
- 安東尼奧·何塞·德·阿爾梅達，葡萄牙政治人物，葡萄牙第64任總理和葡萄牙第6任總統

## 11月

### 1日
- 哈比布拉·卡拉卡尼，被廢黜的阿富汗埃米爾

### 6日
- 德國總理巴登馬克西米利安親王

### 14日
- 喬·麥金尼蒂，美國棒球運動員，美國職業棒球大聯盟名人堂成員

### 15日
- 萊昂·德拉克洛瓦，比利時前首相

### 17日
- 赫爾曼·何樂禮，美國商人、發明家

### 24日
- 乔治·克列孟梭，法國總理，第一次世界大戰領導人
- 雷蒙德·希區柯克，美國演員

### 26日
- 錢德拉·舒姆舍爾·張·巴哈杜爾·拉納，尼泊爾第13任總理

## 12月

### 10日
- 弗雷德里克·阿伯林，倫敦大都會警察局局長，開膛手傑克謀殺案調查員
- 哈裡·克羅斯比，美國出版商、詩人

### 14日
- 亨利·傑克遜，英國海軍上將

### 17日
- 曼努埃爾·戈麥斯·達科斯塔，葡萄牙將軍、政治家和葡萄牙第10任總統
- 亞瑟·鐘斯-威廉姆斯，英國飛行員

### 20日
- 埃米尔·卢贝，法國政治家，法國第8任總統

### 21日
- 以撒·李·派特森，美國政治家，俄勒岡州第18任州長

### 29日
- 威廉·梅巴赫，德國汽車設計師